# 에치고소네역
에치고소네역(일본어: 越後曽根駅)은 일본 니가타현 니가타시 니시칸구에 위치한 동일본 여객철도 에치고선의 철도역이다. 상대식 승강장 2면 2선의 구조를 갖춘 지상역이다.

## 타는 곳
| 1 | ■ 에치고선 | 하행 | 니가타 방면 ■ 신에쓰 본선 · ■ 하쿠신 선 직통 운행 있음 |
| 1 | ■ 에치고선 | 상행 | 요시다 · 가시와자키 방면                               |
| 2 | ■ 에치고선 | 하행 | 니가타 방면 (교환 시)                                  |
| 2 | ■ 에치고선 | 상행 | 마키 · 요시다 방면 (교환 시 · 일부 열차)               |

## 이용 현황
| 승차 인원 추이 | 승차 인원 추이 |
| 연도           | 1일 평균       |
| -------------- | -------------- |
| 1981           | 2,152          |
| 1991           | 3,398          |
| 2000           | 1,486          |
| 2001           | 1,455          |
| 2002           | 1,422          |
| 2003           | 1,391          |
| 2004           | 1,351          |
| 2005           | 1,328          |
| 2006           | 1,293          |
| 2007           | 1,306          |
| 2008           | 1,296          |
| 2009           | 1,214          |
| 2010           | 1,207          |
| 2011           | 1,242          |
| 2012           | 1,250          |
| 2013           | 1,230          |
| 2014           | 1,058          |
| 2015           | 1,007          |

## 역 주변
- 니시칸 구청 니시카와 출장소
- 니가타 시립 니시카와 도서관
- 니시칸 추오 병원

## 인접 역
| 동일본 여객철도 에치고선 | 동일본 여객철도 에치고선 | 동일본 여객철도 에치고선   |
| ------------------------ | ------------------------ | -------------------------- |
| 마키 가시와자키 방면     | ■ 에치고선               | 에치고아카쓰카 니가타 방면 |